# Правилен тетраедър
Правилен тетраедър се нарича равностенен тетраедър, чиито лица са правилни триъгълници (фиг. 1). Той е едно от петте платонови тела.
Тъй като стените му са еднакви равностранни триъгълници, всичките му 6 ръба са равни и всичките му ъгли са по 60°. Правилният тетраедър също е равностранна тристранна пирамида с равностранен триъгълник като нейна основа.

## Формули
Ако ръбът на правилен тетраедър е с дължина {\displaystyle a}, 
- основната повърхнина е: {\displaystyle B={\frac {\sqrt {3}}{4}}{a^{2}}}
- околната повърхност е: {\displaystyle S_{ok}=3B={\frac {{3}{\sqrt {3}}}{4}}{a^{2}}}
- пълната повърхнина е: {\displaystyle S=4B={\sqrt {3}}a^{2}}
- височината е: {\displaystyle h={\sqrt {\frac {2}{3}}}a={{\sqrt {6}} \over 3}a}
- обемът e: {\displaystyle V={\frac {\sqrt {2}}{12}}{a^{3}}} .

## Свойства
Свойства на правилния тетраедър:
- Всички ръбове на тетраедъра са равни по дължина.
- Всички стени на тетраедъра са еднакви равностранни триъгълници, а периметрите и площите им са равни.
- Всички двустенни ъгли при ръбовете и всички тристенни ъгли при върховете са равни.
- Правилният тетраедър е едновременно ортоцентричен, рамков, равностенен, инцентричен и съизмерим.
- Тетраедърът е правилен, ако принадлежи към два вида тетраедри от следните: ортоцентричен, рамков, инцентричен, съизмерим, равностенен.
- Тетраедърът е правилен, ако е равностенен и принадлежи към един от следните видове тетраедри: ортоцентричен, рамков, инцентричен, съизмерим.
- Октаедър може да бъде вписан в правилен тетраедър, освен това четири (от осем) стени на октаедъра ще бъдат комбинирани с четири стени на тетраедъра, всичките шест върха на октаедъра ще бъдат комбинирани с центровете на шест ръба на тетраедъра.
- Правилният тетраедър се състои от един вписан октаедър (в центъра) и четири тетраедъра (във върховете), а ръбовете на тези тетраедри и октаедъра са половината от размера на ръбовете на правилния тетраедър.
- Правилен тетраедър може да бъде вписан в куб по два начина, като четирите върха на тетраедъра са подравнени с четирите върха на куба.
- Правилен тетраедър може да бъде вписан в додекаедър, освен това четирите върха на тетраедъра ще бъдат комбинирани с четирите върха на додекаедъра.
- Пресичащите се ръбове на правилния тетраедър са взаимно перпендикулярни.

Върховете на правилен тетраедър лежат върху сфера, описана около тетраедъра. Той може също да бъде вписан и в куб (фиг. 3), като ръбовете му са различните диагонали върху срещуположни страни.
Обемът на тетраедъра, вписан в куб е {\displaystyle 1/3} от неговия обем:
{\displaystyle V={\frac {a^{3}}{3}}} ,
където {\displaystyle a} е страната на куба. 
Средното сечение на куба, което е квадрат, се очертава от средите на четири страни на вложения тетраедър. Всичките 6 средни точки задават октаедъра, който е дуален на куба.
От съединяването на средните точки на страните на тетраедъра се получава квадратно сечение (фиг. 4).

## Интересни факти
Средните точки на стените на правилен тетраедър също образуват правилен тетраедър.
Съотношенията на:
- ръбовете и височините на правилните тетрадри, радиусите на вписаните и описаните сфери са съответно равни на {\displaystyle {\frac {1}{3}}};
- повърхностите е равно на {\displaystyle {\frac {1}{9}}};
- обемите е равно на {\displaystyle {\frac {1}{27}}}.

## Симетрия
- 3 двойни оси на симетрия
- 4 трикратни оси на симетрия
- Една от 6-те равнини на симетрия
- Една от 3 четирикратно въртящи се огледални оси с въртяща се огледална равнина

Правилният тетраедър или правилен четиристен е едно от петте платонови тела и единственото платоново тяло, което не е точково симетрично и има връх срещу всяка стена. Той има висока симетрия:
- 4 трикратни оси на въртене (през ъглите и центровете на противоположните странични повърхности),
- 3 четирикратно въртящи се огледални оси и по този начин също три двойно сгъваеми оси на въртене или три оси на симетрия (през центровете на противоположните ръбове) също
- 6 равнини на симетрия (всяка през един ръб и перпендикулярна на противоположния ръб).

Общо групата на симетрия на тетраедъра (тетраедричната група) има 24 елемента. Това е симетричната група S4 (точковата група Td според символите на Шьонфлис или 43m според символите на Херман – Моген) и причинява всички 4! = 24 пермутации на ъглите или страничните повърхности. Това е подгрупа на групата на октаедъра или групата на куба.
По-конкретно принадлежат към тетраедричната група
- 12 завъртания (четни пермутации), т.е.

- идентичното изображение,
- 8 завъртания на 120° (4 възможни оси на въртене през ъгъл всяка и центъра на срещуположната триъгълна повърхност, 2 опции за посока на въртене) и
- 3 завъртания на 180° (оси на въртене през центровете на два противоположни ръба)

както и
- 12 нечетни пермутации. Това се получава чрез извършване на отражение върху фиксирана равнина на симетрия след всяка от 12-те четни пермутации. Шест от тях също могат да бъдат описани като чисто равнинно отражение, останалите 6 – като ротационни отражения на въртене на 90° около ос, която минава през центровете на два противоположни ръба, и отражение върху равнината, перпендикулярна на тази ос, която е център между двата срещуположни ръба.

Четните пермутации образуват подгрупа на тетраедричната група, така наречената редуваща се група {\displaystyle A_{4}} (точковата група T или 23). Понякога терминът тетраедрична група се използва само за тях, с изключение на отраженията.